# تكبينار (أديامان)
تكبينار (بالكردية: Kulikreş‏) (بالتركية: Tekpınar)‏ هي قرية كرديّة تتبع إداريّاً لمديرية أديامان في محافظة أديامان التركية الواقعة في جنوب شرق الأناضول. وبلغ عدد سكانها 472 نسمة في عام 2021.